# Castiello de Guarga
Castiello de Guarga és una entitat de població del municipi de Samianigo, a la comarca de l'Alt Gállego (Alto Galligo en aragonès), de la província d'Osca, a l'Aragó.
Se situa enclavat a la vall del riu Guarga, zona que és també coneguda com a Guarguera i forma part de la comarca històrica de Sarrablo.
Destaquen les ruïnes de l'Església Parroquial de Sant Martí, d'estil romànic.

## Demografia
Dades demogràfiques de la població de dret del municipi de Castiello de Guarga des de l'any 1900:
| 1900 | 1910 | 1920 | 1930 | 1940 | 1950 | 1960 | 1970 | 1981 | 1991 | 2001 | 2011 | 2021 |
| ---- | ---- | ---- | ---- | ---- | ---- | ---- | ---- | ---- | ---- | ---- | ---- | ---- |
| 34   | 34   | 32   | 37   | 26   | 23   | 12   | 7    | 5    | 5    | 4    | 5    | 6    |